# 懷科夫 (明尼蘇達州)
懷科夫（英語：Wykoff）是一個位於美國明尼蘇達州菲爾莫爾縣的城市。

## 人口
根據2020年美國人口普查的數據，懷科夫的面積為2.42平方千米，當中陸地面積為2.42平方千米，而水域面積為0.00平方千米。當地共有人口432人，而人口密度為每平方千米179人。